# Carlo Romagnani
Carlo Romagnani (Gello, 14 marzo 1821 – Capostrada, 26 aprile 1897) è stato un patriota, militare e giornalista italiano.
Capitano dei bersaglieri insignito di Medaglia d'argento al valor militare.

## Biografia

### La formazione
Carlo Romagnani nasce il 14 marzo 1821 a Gello, presso Pistoia, da Domenico, commerciante, e Umiltà Corsini. Il padre in poco tempo dissipa il patrimonio e si trova ridotto in povertà. Come lo stesso Carlo scriverà di sé in un abbozzo di autobiografia steso nel 1889: «Dunque io nacqui nell’anno e nella stagione della prima rivoluzione per la redenzione d’Italia, dopo la Santa Alleanza del 1815 ed allorché, nato colla rivoluzione doveva vivere per questa e ciò ho fatto e spero di fare altrettanto per tutta la vita che mi avanza se Iddio non mi toglie il bene dell’intelletto». Viene dunque allevato con l’aiuto dello zio Giosfatte Romagnani, detto il Gobbo, giardiniere presso la villa del nobile Giovanni Bracciolini, vivaista, musicista e compositore, di simpatie liberali. Pressoché illetterato, tra gli anni venti e trenta impara i primi rudimenti di lettura e scrittura dal parroco di Gello. Nel 1831 la sua famiglia, di simpatie liberali, ospita alcuni esuli emiliani compromessi nei moti di Modena: fra questi Paolo, Luigi e Nicola Fabrizi, Antonio Canevazzi e Giuseppe Piva. A quattordici anni, frequentando villa Bracciolini, impara a conoscere i liberali pistoiesi dai quali per la prima volta sente parlare di Mazzini. Rimasto orfano di padre nel 1835, viene allevato dalla madre con i fratelli Alessandro, Antonio e Giovanni; è discepolo del filantropo e patriota Niccolò Puccini, che gli mette a disposizione la biblioteca, e del sacerdote liberale don Pietro Contrucci che lo aiuta negli studi. Con il loro aiuto inizia un periodo di voraci letture come autodidatta: legge tutto ciò che può ma soprattutto poesia, romanzi, storia italiana. All’inizio del 1842 viene affiliato alla Giovine Italia. Il 13 giugno 1842, in seguito ad un piccolo scandalo a sfondo sessuale (poi trasformato nelle memorie autobiografiche in un incidente politico), si allontana da Pistoia e il 5 luglio a Firenze si arruola come soldato semplice nei Cacciatori a cavallo Granducali. Viene inviato di guarnigione alla Cavallerizza di Pisa dove rimane fino al 12 ottobre 1848. Promosso caporale nel 1843, viene degradato nel novembre 1847 a causa di un atto di indisciplina.

#### Militare e rivoluzionario: il 1848, la Repubblica Romana e l'esilio
Nel maggio 1848 Carlo parte con il reggimento di cavalleria granducale che affianca i volontari toscani e combatte a Curtatone e Montanara (29 maggio) dove viene ferito al volto uccidendo un dragone austriaco. Ritornato in Toscana ottiene la medaglia al merito dal Granduca Leopoldo II.  Nel maggio del 1849 diserta per accorrere in difesa della Repubblica Romana, riunendo ottocento volontari toscani. Nominato capitano delle “Bande Armate delle Provincie Romagnole”, poi capitano nell’11° Reggimento Fanteria della Divisione Arcioni, combatte con Garibaldi al Gianicolo il 26 giugno e ottiene la medaglia d’argento di “Benemerito della Patria” della Repubblica Romana. Caduta la Repubblica ritorna in Toscana dove è accusato di diserzione. Più volte sfuggito all’arresto, alla fine del 1849 è catturato, processato e condannato a quattro mesi di carcere da scontare nella fortezza di Grosseto. Liberato nel 1850, ritorna a Pistoia vivendo di espedienti e nel 1853 si rifugia a Genova con la giovane moglie dopo averla rapita dal convento. Qui ritrova Garibaldi e si unisce agli esuli politici mazziniani: non solo agli amici pistoiesi Francesco Franchini, Giuseppe Civinini e Giuseppe Gargini, ma anche ai meridionali Giovanni Nicotera e Carlo Pisacane e al milanese Giuseppe Piolti de Bianchi. Nel 1854 aderisce alla “Società dell’emigrazione italiana per l’assistenza ai colerosi”, assistendo gli ammalati con l’aiuto della moglie e nel 1856 è assunto dall’Ufficio del catasto del municipio di Genova lavorando per conto della ditta Angelotti a collocare sui portoni le tavolette della numerazione civica. Nel 1857,  dopo il fallimento dell’impresa di Pisacane, ritorna in Toscana dove – grazie alle raccomandazioni degli amici mazziniani - trova lavoro nella “Società strade ferrate del Lombardo-Veneto e dell’Italia centrale” come sorvegliante alla costruzione della linea ferroviaria Pistoia-Bologna (Porrettana). Il 6 novembre 1858 viene nominato sorvegliante di terza classe nella stazione di Pracchia.

##### La seconda guerra d'indipendenza: volontario garibaldino e capitano dei bersaglieri
Nella primavera del 1859, allo scoppio della guerra, Carlo parte per a Torino dove si arruola volontario nei Cacciatori degli Appennini con il grado di tenente. Tra giugno e luglio è in Valtellina al comando di Garibaldi. Il 15 luglio occupa il passo del Tonale, ma la guerra è appena finita. Nel mese di settembre si sposta a Modena dove si arruola nel corpo dei Bersaglieri dell’Emilia. Nel giugno del 1860 tenta nuovamente di arrolarsi con i garibaldini per raggiungere la Sicilia, ma preferisce rimanere con i bersaglieri insieme ai quali nell’estate discende l’Italia fino ad Ancona. In autunno è nuovamente in Emilia.

##### La lotta al brigantaggio
Nel gennaio 1861 il tenente Romagnani è inviato al sud per combattere l’insorgenza borbonica e il brigantaggio. Il 24 marzo è promosso Capitano nel 24° Battaglione Bersaglieri. Nel mese di agosto, al comando di una colonna mobile, scaccia i briganti dalla città di Amalfi, ottenendo per ciò la medaglia d’argento al valor militare. Nei mesi di novembre e dicembre comanda la compagnia distaccata a Ginestra degli Schiavoni (Potenza), tra Rionero e Ripacandida, nella zona infestata dalla banda Crocco, sul quale dieci anni dopo scriverà un racconto storico. Nel gennaio 1862 è per breve tempo giudice supplente al Tribunale Militare di Livorno, ma nella primavera dello stesso anno viene rispedito al sud e inquadrato nel 28° Battaglione Bersaglieri con sede a Capua. Per quasi due anni rimane “consegnato” nel Deposito del 6° Reggimento Bersaglieri presso la fortezza di Capua.
All’inizio del 1864 viene spostato in Calabria per proseguire la lotta al brigantaggio. Nel mese di aprile opera “in colonna mobile”, sotto il comando del colonnello Gabriele Filippo Celebrini di San Martino nel circondario di Rossano Calabro, a Pietrapaola, per intervenire in occasione del rapimento a scopo di riscatto dei fratelli Giovanni e Leopoldo Palopoli. Compiuta la missione rientra a Cosenza dove, in occasione del ventennale della fucilazione dei fratelli Bandiera visita con i suoi commilitoni sia i luoghi dello sbarco che le carceri dove erano stati tenuti prigionieri e sulla base delle informazioni raccolte da alcuni superstiti di quei fatti, compone il dramma in verso L’ultima notte dei Fratelli Bandiera. Nell’estate del 1865, accusato per vendetta di abuso di potere da alcuni notabili calabresi collusi con i briganti, è sottoposto a processo presso il Tribunale Militare di Napoli, ma ne esce assolto con formula piena.

##### La terza guerra d'indipendenza e la repressione dei moti contro la tassa sul macinato e la presa di Roma
Nell’estate del 1866 partecipa alla terza guerra d’indipendenza operando a Pordenone ed entrando il 22 ottobre in Verona dove rimane per due anni. Alla fine del 1868 è trasferito a Bologna da dove, nel gennaio 1869,  partecipa alla repressione dei moti contro la tassa sul macinato stroncando nel sangue la rivolta di San Giovanni in Persiceto. Ritornato a Bologna e destinato allo Stato Maggiore, nella primavera redige un saggio su economia ed esercito. Nel mese di ottobre è trasferito ad Ancona dove tra la primavera e l’estate 1870 è nominato avvocato difensore presso il Tribunale Militare. Nel mese di settembre è mobilitato per la presa di Roma nella quale entra il 20 settembre con il 4° Corpo d’Armata agli ordini del gen. Raffaele Cadorna. Dopo un ultimi breve soggiorno in Puglia per combattere gli ultimi briganti, è collocato a riposo alla fine del 1871.

##### Ufficiale in congedo e giornalista
Dal 1872 si ritira a Pistoia dove è eletto presidente della Società dei reduci delle battaglie e dei democratici progressisti, carica che mantiene per pochi mesi per dedicarsi a tempo pieno al giornalismo militante fondando nel mese di ottobre 1872 il settimanale repubblicano Il Democratico pistoiese che dirige fino al maggio del 1874 quando, travolto dai debiti e dalle polemiche con alcuni esponenti politici pistoiesi è costretto a chiudere il giornale. Fra il 1873 e 1874 pubblica a puntate su Il Democratico il racconto storico Il Brigantaggio nelle provincie meridionali, racconto di un soldato, ispirato alla vita del brigante Carmine Crocco contro il quale aveva lui stesso combattuto nel 1861.
Nel giugno 1876, dopo un incontro con Garibaldi, tenta senza successo di fondare una nuova associazione di reduci. Nell’autunno sfida a duello un avversario politico che lo trascina in tribunale ottenendone la condanna a quindici giorni di carcere per ingiurie e aggressione.

##### Gli ultimi anni a Pistoia
Nel 1880, dopo alcune esperienze fallimentari nell’amministrazione comunale, tenta di candidarsi al Parlamento per l’estrema sinistra, ma la sua candidatura non ha successo. Tra il 1881 e il 1883 collabora assiduamente con la Gazzetta di Pistoia su cui pubblica sotto pseudonimo corrispondenze sulle commemorazioni garibaldine, commenti alle delibere comunali sulla rete viaria, commenti sulla rete idrica del comune. Nel giugno 1882 è tra i fondatori della “Associazione di mutuo soccorso ‘Garibaldi’ dei volontari superstiti pistoiesi dal 1820 al 1870” con una caratterizzazione meno marcatamente politica di quella dei Reduci e dei democratici e progressisti ma aperta anche a reduci non garibaldini. Il 13 giugno è eletto Presidente della Società in occasione delle commemorazioni per la morte di Garibaldi (2 luglio 1882). Redige un discorso Giuseppe Garibaldi. Cenni storici del cap. Carlo Romagnani che con lui visse e cospirò.  Il 6 agosto è proclamato “presidente perpetuo” dell’associazione ma, contestato da alcuni soci, il 13 novembre è già costretto alle dimissioni, dopo di che, il 24 dicembre 1882 il sodalizio cambia nome in Associazione ‘Garibaldi’ tra veterani delle guerre nazionali, passando sotto il controllo dei moderati.   Tra il 1882 e il 1884 progetta una vasta impresa idraulica per favorire l’industrializzazione nel territorio pistoiese e raccoglie dei fondi per realizzarla, ma l’impresa fallisce prima di nascere. Nel 1883 pubblica l’opuscolo Pistoia e i suoi dintorni con il progetto di allacciare le acque dell’Ombrone e del Vincio di Brandeglio per favorire gli stabilimenti industriali di Gello e Capostrada; collabora attivamente il  settimanale satirico e democratico “Fieramosca” di Prato, contrastando “Il Popolo Pistoiese”, governativo e asservito ai poteri locali. Nel 1884 pubblica l’opuscolo L’avvenire di Pistoia sviluppando, in polemica con le autorità locali, riprendendo la sua proposta di migliorare le condizioni dei contadini del Pistoiese mediante la deviazione delle  acque dei torrenti. Nell’ultimo decennio della sua vita partecipa attivamente ai congressi nazionali delle società dei reduci e veterani e assume la presidenza di società operaie e sportive del suo territorio come la  Società Ginnastica “Catilina” di Capostrada.  Il 2 giugno 1890  partecipa al pellegrinaggio a Caprera alla tomba di Garibaldi e ne scrive una poesia e un relazione. Nel 1893 elabora un ulteriore progetto idraulico per trarre, da un nuovo invaso da creare nella zona di Porretta, l’acqua potabile da distribuire a Pistoia e a Firenze. Muore d’infarto il 26 aprile 1897, all’età di 76 anni. È seppellito con gli onori militari nel piccolo cimitero di Burgianico. 

## Opere
- Economia ed esercito, Firenze, Tip. dell’Associazione, 1870[4]

- Il Brigantaggio nelle provincie meridionali, racconto di un soldato, pubblicato a dispense su “Il Democratico”, Pistoia 1874.

- Il Duello, ovvero un bolla di sapone, risposta al n. 23 (16 settembre 1876) del giornale “L’Appennino”, 1876, pp. 11, Pistoia 1876

- Pistoia e i suoi dintorni, Pistoia, Tip. Marini e C., 1883

- L’avvenire di Pistoia, Firenze, Tipografia E. Ducci, 1884

### Manoscritti inediti
- Il Ferruccio. Ovvero la battaglia di Gavinana. Dramma in tre atti

- Ettore Fieramosca. Dramma lirico scritto in tre atti da Carlo Romagnani capitano dei Bersaglieri

- Catilina (versi del secolo XIV)[5]

- L’ultima notte dei Fratelli Bandiera. Dramma scritto vent’anni dopo in versi [Cosenza, luglio 1864]